# The War of the Worlds (série de livros)
A Guerra dos Mundos (The War of the Worlds) é uma série de romances literários de ficção científica (incluindo contos relacionados) escrita pelos autores britânicos H. G. Wells e Stephen Baxter. A série narra uma tentativa de invasão da Terra por marcianos inteligentes, dotados de um poderoso raio carbonizador e máquinas assassinas denominadas de tripods. O arco da história principal busca apresentar um relato factual das duas invasões alienígenas, abordando os eventos sob as perspectivas de dois narradores: Walter Jenkins, que testemunha a primeira invasão, e Julie Elphinstone, que vive a segunda.
A série de livros é composta por dois romances, um conto separado que posteriormente saiu no livro Tales of Space and Time. 
O sucesso da série The War of the Worlds gerou inúmeros filmes, dramas de rádio, um álbum de disco, adaptações de histórias em quadrinhos, séries de televisão e sequências ou histórias paralelas de outros autores. Foi dramatizado em um programa de rádio de 1938, dirigido e estrelado por Orson Welles, que supostamente causou pânico entre os ouvintes que não sabiam que os eventos eram fictícios. O romance até influenciou o trabalho de cientistas; Robert H. Goddard foi inspirado pelo livro e ajudou a desenvolver o foguete movido a combustível líquido e o foguete multiestágio, o que resultou no pouso da Apollo 11 na Lua 71 anos depois.

## Contexto

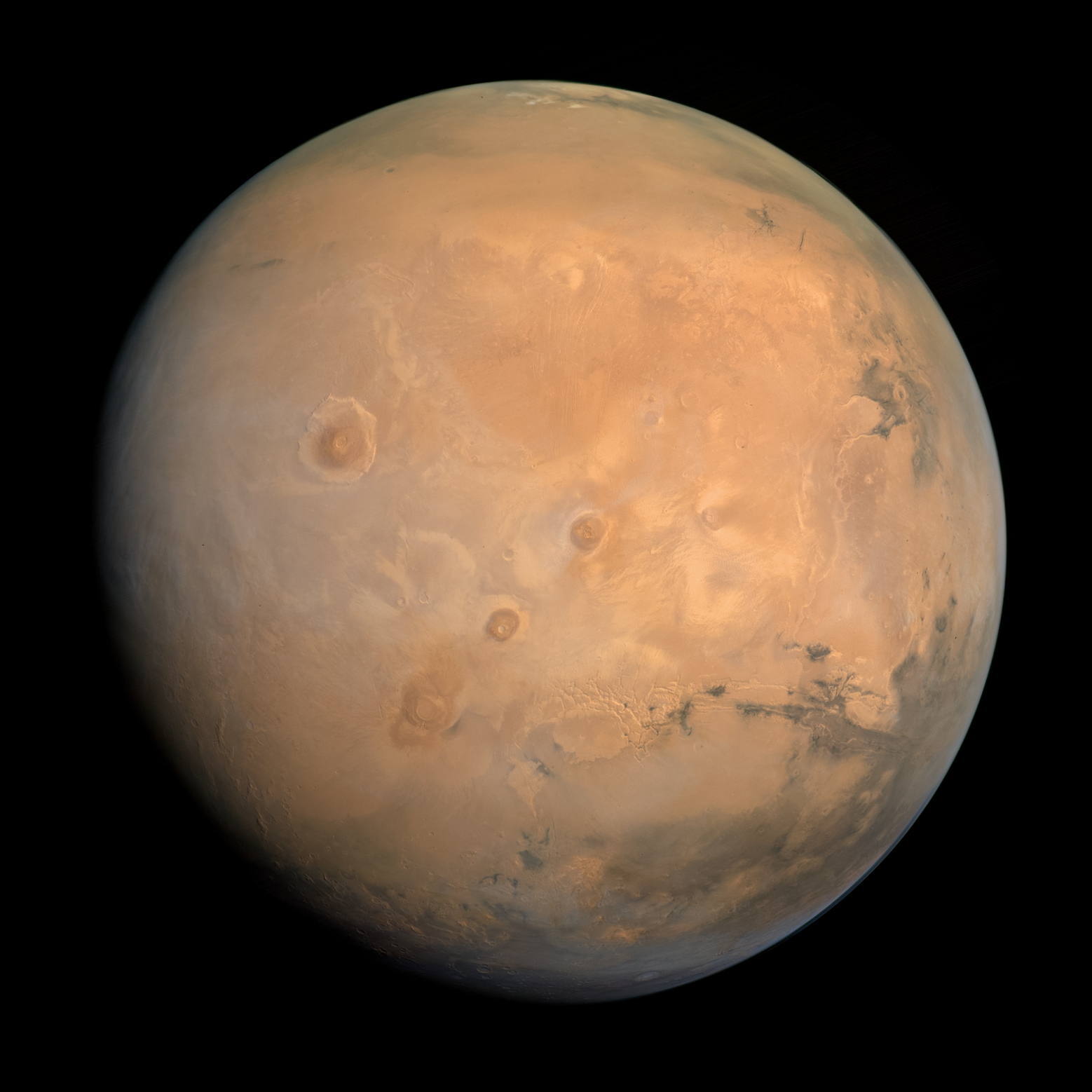
O planeta Marte, lar dos invasores.

A Guerra dos Mundos (The War of the Worlds) se passa no Império Britânico no início do século XX, quando os marcianos, após esgotarem os recursos naturais de seu planeta natal, planejam invadir a Terra. Para isso, eles contam com quatro tipos de máquinas de guerra: a máquina de manuseio, a máquina voadora, a máquina de aterro e, a principal, a máquina de combate (os tripods). Os tripods são gigantescas máquinas de três pernas, com cerca de 30 metros de altura, rápidas e imponentes. Elas possuem tentáculos semelhantes a chicotes, usados para agarrar e manipular objetos, além de duas armas mortais: o Raio de Calor e um tubo que dispara latas contendo uma fumaça preta e venenosa, capaz de dizimar qualquer forma de vida que entre em seu alcance.

## Enredo

### The Crystal Egg

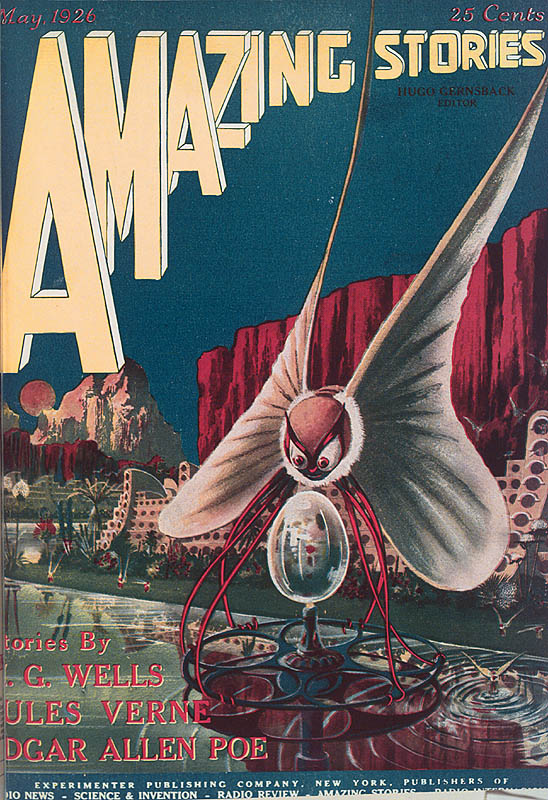
A capa da revista Amazing Stories que ilustra "The Crystal Egg", 1926.

A história foi escrita no mesmo ano em que Wells estava serializando The War of the Worlds na Pearson's Magazine, um ano antes de ser publicado como um romance. Por causa das descrições vagamente semelhantes dos marcianos e suas máquinas, "The Crystal Egg" é frequentemente considerado um precursor de The War of the Worlds, já que o esforço marciano para observar e estudar a humanidade remotamente pode indicar sua preparação para uma eventual invasão.
O Sr. Cave, dono de uma loja de antiguidades em Seven Dials, Londres, leva uma vida infeliz, sendo maltratado por sua esposa e enteados. Ele é amigo de Jacoby Wace, um assistente de anatomia que se interessa por personagens incomuns como o Sr. Cave. Um dos itens antigos que ele adquire é um ovo de cristal, do qual emana uma luz. Quando ele o observa, tem a impressão de ver um país estranho e vasto, possivelmente Marte, e leva o ovo ao Sr. Wace, que começa a registrar as visões que o Sr. Cave descreve. O ovo parece mostrar um cenário em Marte, com cristais no topo de mastros e criaturas voadoras. Após algumas sessões, o Sr. Cave, cujos problemas familiares diminuem, leva o ovo de volta para casa.
Alguns dias depois, o Sr. Wace descobre que o Sr. Cave morreu e que parte de seu estoque, incluindo o ovo, foi comprado por outro comerciante para pagar o funeral. Este comerciante vendeu o ovo, mas o comprador, provavelmente sem saber de suas propriedades, desapareceu. O Sr. Wace e o narrador da história ficam especulando sobre o ovo, acreditando que ele pode ter vindo de Marte e que existam outros semelhantes na Terra, enviados pelos marcianos para observar a humanidade.

### A Guerra dos Mundos

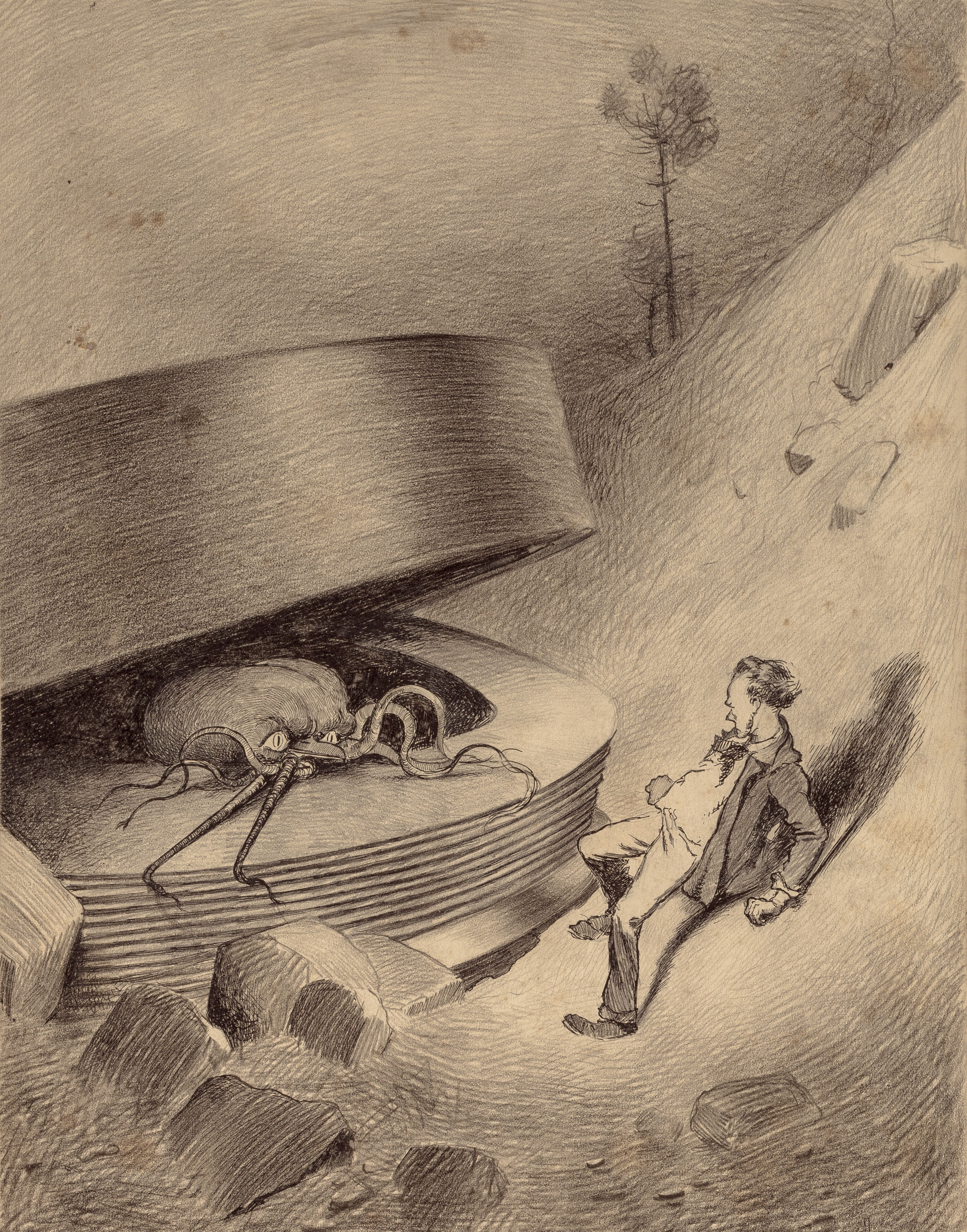
Primeiro marciano emergindo do cilindro que havia caído do céu. Ilustração de Henrique Alvim Corrêa.

Originalmente publicado em capítulos em 1897 no Reino Unido, na Pearson's Magazine, o romance foi lançado na íntegra no ano seguinte.
O primeiro livro da série introduz o Narrador, que mais tarde conheceríamos como Walter Jenkins,  um escritor de classe média de artigos filosóficos, com características semelhantes ao autor Wells na época da escrita. O livro é dividido em duas partes: A vinda dos marcianos e A Terra sob os marcianos.

#### A vinda dos marcianos
O romance abre em meados da década de 1890, com alienígenas em Marte tramando uma invasão à Terra após consumir os recursos naturais de seu planeta natal. A narrativa principal se passa no início do século XX, no verão, quando um objeto que se pensava ser um meteoro pousa em Horsell Common, perto da casa do narrador. Acontece que é um cilindro artificial que foi lançado em direção à Terra vários meses antes, quando a Terra e Marte se aproximavam da oposição. Vários marcianos emergem e parecem lutar contra a gravidade da Terra e a atmosfera desconhecida. Quando uma delegação humana se aproxima do cilindro acenando uma bandeira branca, os marcianos os incineram usando um raio de calor. A multidão foge e, naquela noite, uma grande força militar cerca o cilindro.

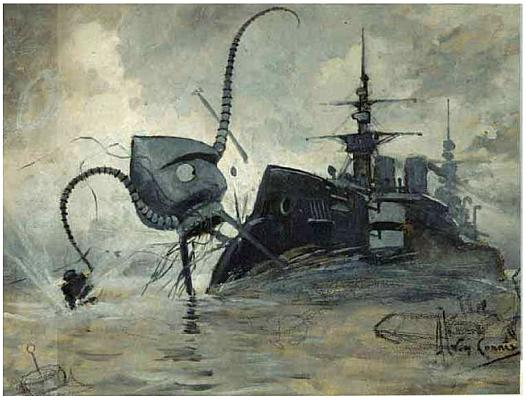
Uma máquina de combate (tripod) marciana atacando o navio HMS Thunder Child. Ilustração de Henrique Alvim Corrêa.

No dia seguinte, o narrador leva sua esposa para um lugar seguro em Leatherhead por meio de um carrinho de cachorro alugado do proprietário do pub local, mas depois volta para poder devolvê-lo. Naquela noite, ele vê uma "máquina de combate" marciana de três pernas (tripé), armada com um raio de calor e uma arma química: a venenosa "fumaça preta". Os tripés exterminaram os soldados humanos ao redor do cilindro e destruíram a maior parte de Woking. O narrador se aproxima de sua própria casa e encontra o proprietário morto no jardim da frente por inalar a fumaça preta. Enquanto vigia de uma janela do andar superior, ele oferece abrigo a um artilheiro que fugiu depois que sua companhia foi exterminada atacando o cilindro. O narrador e o artilheiro tentam escapar de volta para Leatherhead, mas são separados durante um ataque marciano entre Shepperton e Weybridge. Enquanto os refugiados tentam cruzar o rio Wey, o exército consegue destruir um tripé com fogo de artilharia concentrado, e os marcianos recuam. O narrador viaja para Walton, onde conhece um cura não identificado.
Os marcianos atacam novamente, e as pessoas começam a fugir de Londres, incluindo o irmão do narrador, que viaja com sua vizinha, a Sra. Elphinstone, e sua cunhada para mantê-los seguros. Eles chegam à costa e compram passagem para a Europa Continental em uma frota improvisada de navios de refugiados. Os tripés atacam, mas um aríete de torpedos, o HMS Thunder Child, destrói dois deles antes de ser destruído (um terceiro é destruído na detonação dos estoques de munição do navio, ou foge sem ser visto na fumaça resultante), e a frota de evacuação escapa. Logo, toda a resistência organizada entra em colapso, e os marcianos vagam pela paisagem destruída sem impedimentos.

#### A Terra sob os marcianos

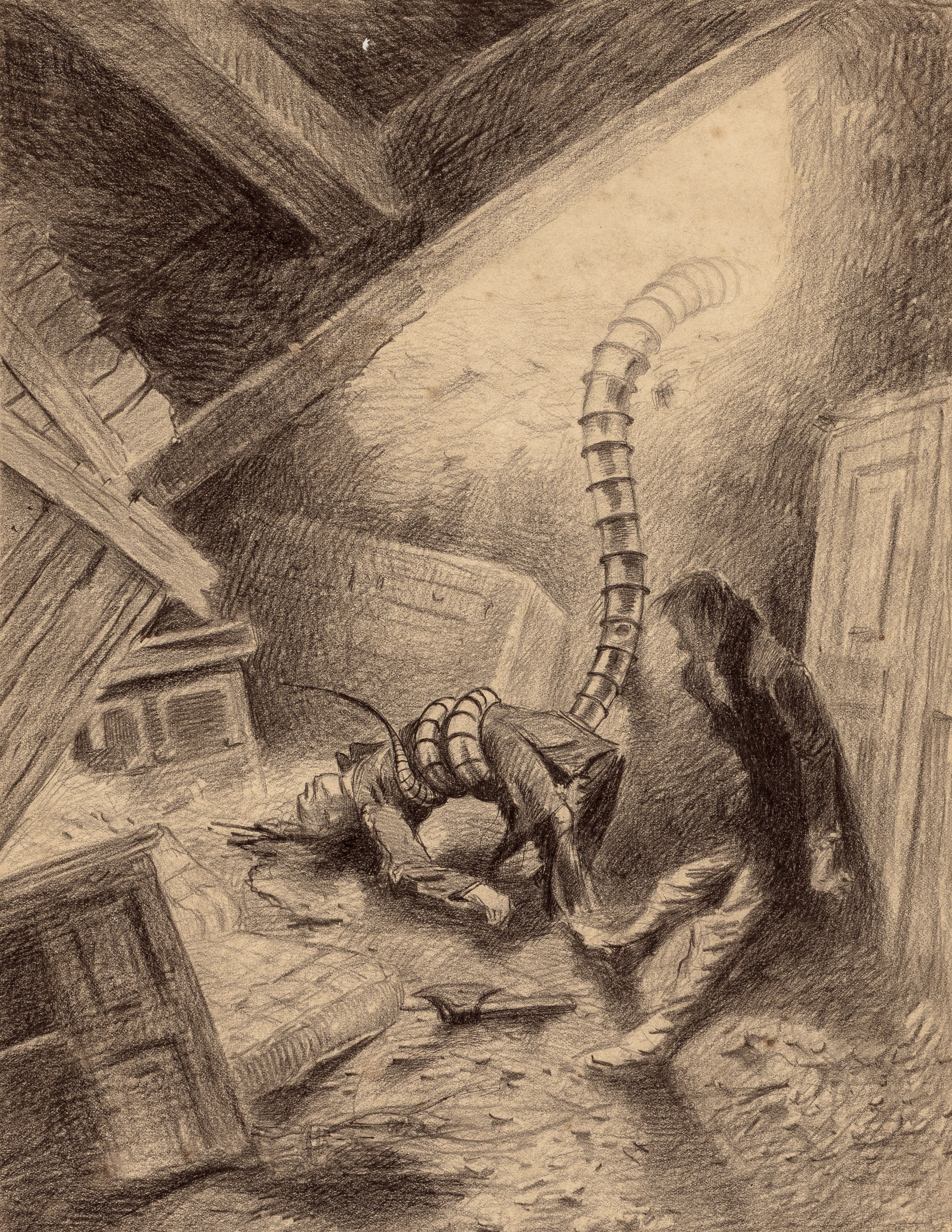
Tripod marciano remove o corpo do cura enquanto o narrador (Walter Jenkins) observa. Ilustração de Henrique Alvim Corrêa.

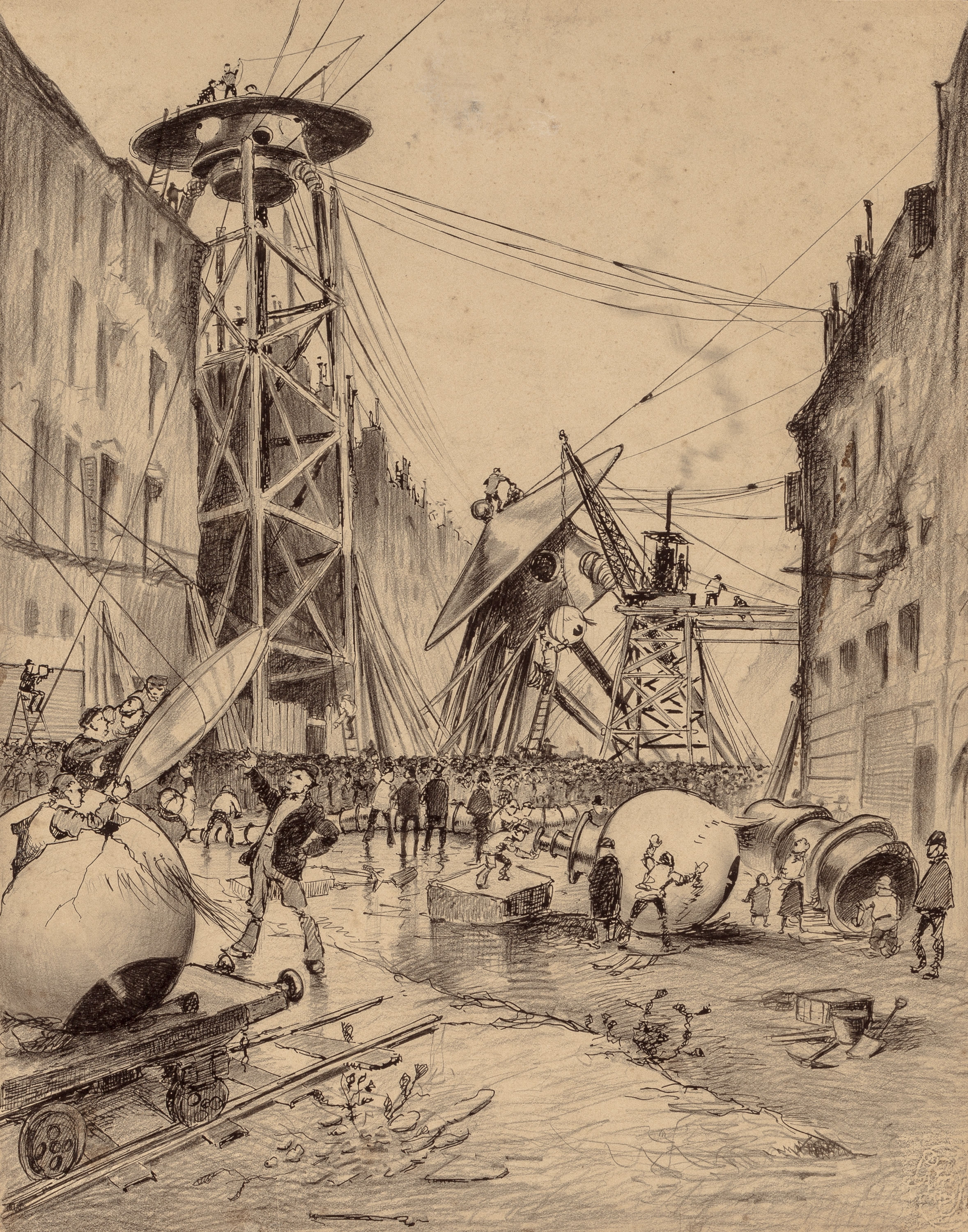
Londrinos examinando as máquinas dos marcianos mortos. Ilustração de Henrique Alvim Corrêa.

No início da parte dois, o narrador e o cura testemunham uma máquina marciana capturando pessoas e lançando-as em um transportador de metal. O narrador começa a perceber que os invasores podem ter planos sinistros para suas vítimas. Quando um quinto cilindro marciano pousa, ambos os homens ficam presos sob as ruínas de uma mansão. Através de suas observações, o narrador aprende detalhes sobre a anatomia dos marcianos e descobre que eles utilizam o sangue de criaturas vivas como fonte de nutrição. O relacionamento entre os dois se deteriora à medida que o cura mergulha em um estado de desesperança. Em um momento de desespero, ele tenta consumir os suprimentos de comida restantes, e, em resposta, o narrador o deixa inconsciente. Um marciano que passa remove o corpo do cura, mas o narrador consegue escapar sem ser detectado.
Com a partida dos marcianos da cratera do cilindro, o narrador emerge das ruínas e segue em direção ao oeste de Londres. Pelo caminho, ele encontra ervas daninhas vermelhas, uma vegetação espinhosa marciana que se espalha rapidamente em áreas com abundância de água, e percebe que está sofrendo um declínio lento e doloroso. Em Putney Heath, ele se reencontra com o artilheiro, mas logo o abandona ao perceber que o homem insiste em lutar contra os marcianos, mesmo diante da devastação. Enlouquecido pelo trauma, o narrador tenta o suicídio ao se aproximar de uma máquina de combate estacionária em Primrose Hill. Para sua surpresa, ele descobre que todos os marcianos foram exterminados por patógenos terrestres, contra os quais eles não tinham imunidade.
Após esse choque, o narrador sofre um colapso nervoso e é acolhido e cuidado por uma família bondosa até se recuperar. Eventualmente, ele retorna a Woking, onde descobre que sua esposa sobreviveu. No capítulo final, ele reflete sobre a invasão marciana, os efeitos devastadores que teve na visão da humanidade sobre si mesma e sobre o futuro, além das profundas marcas psicológicas que deixou em sua mente.

### The Massacre of Mankind
O segundo livro da série, intitulado "The Massacre of Mankind", foi escrito por Stephen Baxter, autorizado pelo espólio de Wells, e originalmente lançado em 2017.
Em 1920, quatro pessoas viajam de Nova York para a Inglaterra para encontrar Walter Jenkins, autor da história A Guerra dos Mundos, após ele perceber sinais de um possível segundo ataque marciano. Ao chegarem, descobrem que Londres virou uma distopia totalitária, se preparando para a guerra. No dia seguinte, mísseis marcianos em forma de cilindro começam a cair sobre Londres, destruindo grande parte das forças armadas britânicas. A cidade é paralisada enquanto os marcianos destroem infraestruturas importantes, e muitos londrinos fogem ou se abrigam.
Dois anos depois, os marcianos controlam a Inglaterra, e Jenkins pede a Julie Elphinstone, sua ex-cunhada, para entrar no cordão marciano e tentar se comunicar com eles. Durante a jornada, Julie e seu grupo encontram um sabotador chamado Marriott e descobrem que os marcianos mantêm humanos em tanques para alimentá-los e realizar experimentos. Julie elabora um plano para interromper as comunicações marcianas, mudando os sigilos que conectam a Terra a Marte. Com a ajuda de Marriott, detonam explosivos para modificar os sigilos, forçando os marcianos a recuar.
Quatorze anos depois, os marcianos ainda estão na Terra, mas ninguém sabe onde estão. Jenkins leva Julie a meia milha para dentro da Terra, para a cidade subterrânea de Marte na Inglaterra. Ele especula que é assim que eles vivem em Marte, que eles não têm segredos por causa de sua telepatia e que todos são tratados como iguais. Os marcianos britânicos construíram uma arma espacial e dispararam de volta para Marte. Enquanto isso, relatos dizem que eles estão se mudando para os polos da Terra. Julie, Jenkins e outros viajam em um Zeppelin para o Ártico, onde testemunham uma operação de terraformação marciana e teorizam que os marcianos são forçados a colonizar em vez de conquistar. Quando ocorre novamente a oposição Terra-Marte, os marcianos não lançam novos cilindros, indicando que a guerra dos mundos acabou.
Além da trama principal, o romance inclui vinhetas sobre ataques marcianos em Nova York, Berlim e Los Angeles.

## Visão geral da série

### Oficial

#### Romances
| Número | Título                  | Páginas | Data da Publicação Original |
| ------ | ----------------------- | ------- | --------------------------- |
| 1      | The War of the Worlds   | 287     | 1898                        |
| 2      | The Massacre of Mankind | 453     | 2017                        |

#### Contos
| Número | Título Original | Contexto                                                         | Páginas | Data de Publicação |
| ------ | --------------- | ---------------------------------------------------------------- | ------- | ------------------ |
| 1      | The Crystal Egg | Frequentemente considerado um precursor de The War of the Worlds | 33      | maio de 1897       |

### Não oficial

#### Romances
| Número | Título                              | Data da Publicação Original |
| ------ | ----------------------------------- | --------------------------- |
| 1      | Fighters from Mars                  | 1897-1898                   |
| 2      | Edison's Conquest of Mars           | 1947                        |
| 3      | Sherlock Holmes's War of the Worlds | 1975                        |
| 4      | The Space Machine                   | 1976                        |
| 5      | War of the Worlds: New Millennium   | 2005                        |
| 6      | The Martian War                     | 2005                        |